# Fraternità San Vincenzo Ferrer

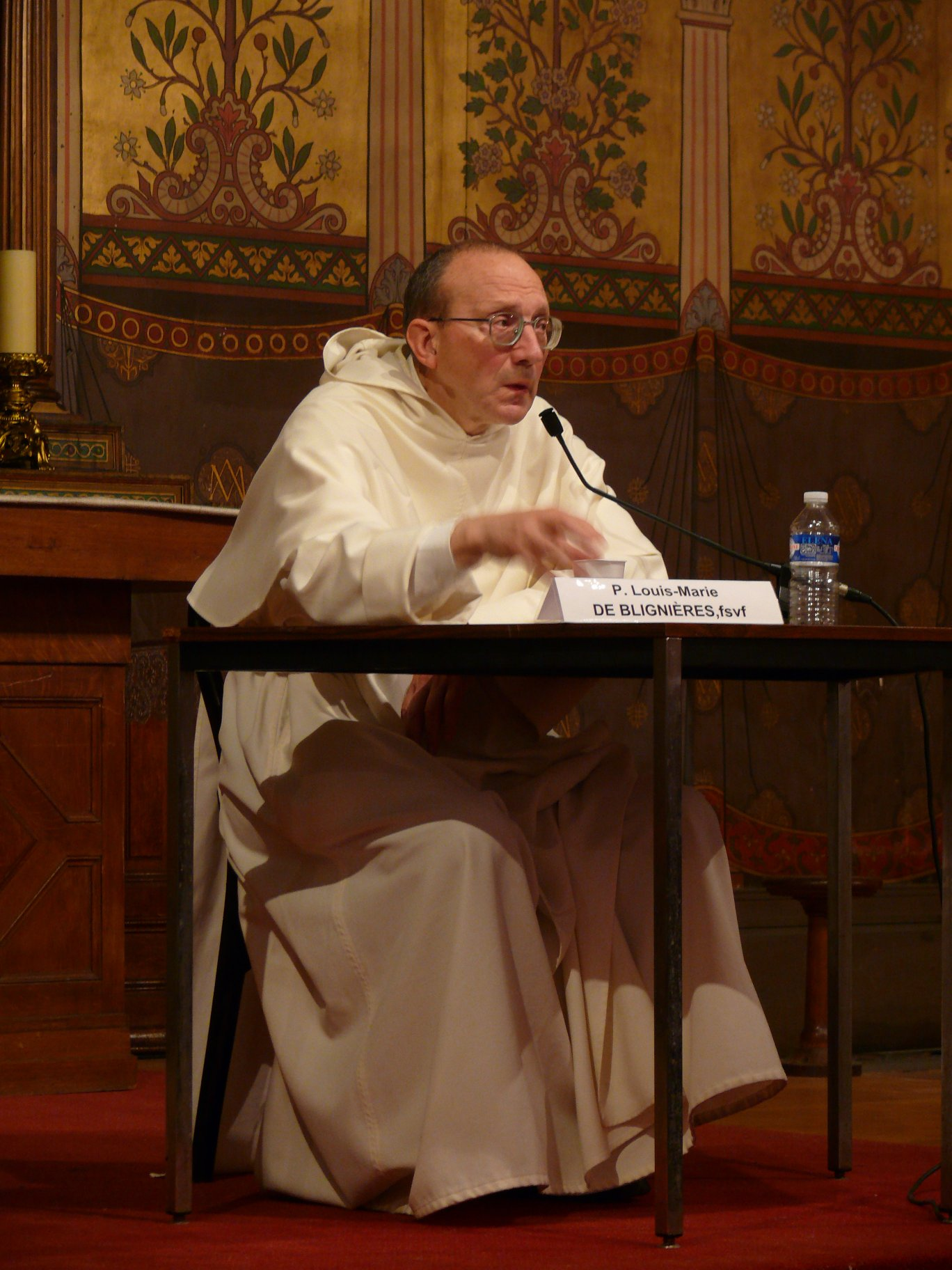
Louis-Marie de Blignières, 2014

La Fraternità San Vincenzo Ferrer (in latino Fraternitas Sancti Vincentii Ferreri, in francese Fraternité Saint Vincent Ferrier) è un istituto religioso maschile di diritto pontificio; i membri di questa congregazione clericale pospongono al loro nome la sigla F.S.V.F.

## Storia
Venne fondata nel 1979 da Louis-Marie de Blignières, ed era costituita da religiosi di ispirazione domenicana, tradizionalisti dissidenti che avevano rotto la loro comunione con la Sede apostolica in polemica con le riforme del Concilio Vaticano II.
I primi membri della comunità fecero la loro professione solenne nel 1981: nel 1986 hanno iniziato il loro percorso di riavvicinamento alla Chiesa ed hanno ottenuto l'autorizzazione a completare gli studi presso le università pontificie.

## Attualità
Nel 1988 la fraternità si è riconciliata ufficialmente con la Santa Sede ed è stata approvata come congregazione clericale con decreto della Pontificia commissione "Ecclesia Dei": ha sede presso il convento Saint Thomas d'Aquin di Chémeré-le-Roi, nei Paesi della Loira. La messa è celebrata secondo il rito domenicano.
Al 31 dicembre 2019 la Fraternità contava 20 religiosi, 13 dei quali sacerdoti.